# Myrmarachne solitaria
Myrmarachne solitaria  (лат.) — вид аранеоморфных пауков из подсемейства Myrmarachninae семейства пауков-скакунов (Salticidae). Африка (ЮАР). Длина около 4 мм. Карапакс оранжево-коричневый (ноги светлее). Моделями для подражания (мирмекоморфия) служат некоторые виды муравьёв. Близок к видам Myrmarachne kiboschensis, Myrmarachne leleupi и Myrmarachne uelensis.